# Carol Wood
Carol Ann Wood es una deportista británica que compitió en remo. Ganó una medalla de plata en el Campeonato Mundial de Remo de 1986, en la prueba de doble scull ligero.

## Palmarés internacional
| Campeonato Mundial | Campeonato Mundial       | Campeonato Mundial | Campeonato Mundial |
| Año                | Lugar                    | Medalla            | Prueba             |
| ------------------ | ------------------------ | ------------------ | ------------------ |
| 1986               | Nottingham (Reino Unido) | Medalla de plata   | Doble scull ligero |